# Oberbusch
Oberbusch ist ein Ortsteil der Gemeinde Much. Der Ort wurde 1559 erstmals urkundlich erwähnt als Busche unter der Hoe.

## Lage
Oberbusch liegt südlich von Drabenderhöhe auf den Hängen des Bergischen Landes. Nachbarorte sind Hündekausen im Südosten und Wellerscheid im Südwesten.

## Einwohner
1901 hatte der Weiler 44 Einwohner. Haushaltsvorstände waren Ackerer Peter Josef Heimann, Schuster Joh. Peter Kaltenbach, Ackerer Peter Josef Kettwig, Ackerin Witwe Heinrich Korn, Zimmermeister Joh. Peter Manz und Ackerer Friedrich Schmitz. 1982 wurde der letzte landwirtschaftliche Betrieb im Dorf eingestellt.